# Prometopus
Prometopus é um gênero de traça pertencente à família Arctiidae.